# Marie Christine Chilver
Marie Christine Chilver (Londres; 12 de septiembre de 1920 - 5 de noviembre de 2007), cuyo nombre en clave era Fifi, fue una agente secreta británica durante la Segunda Guerra Mundial. 

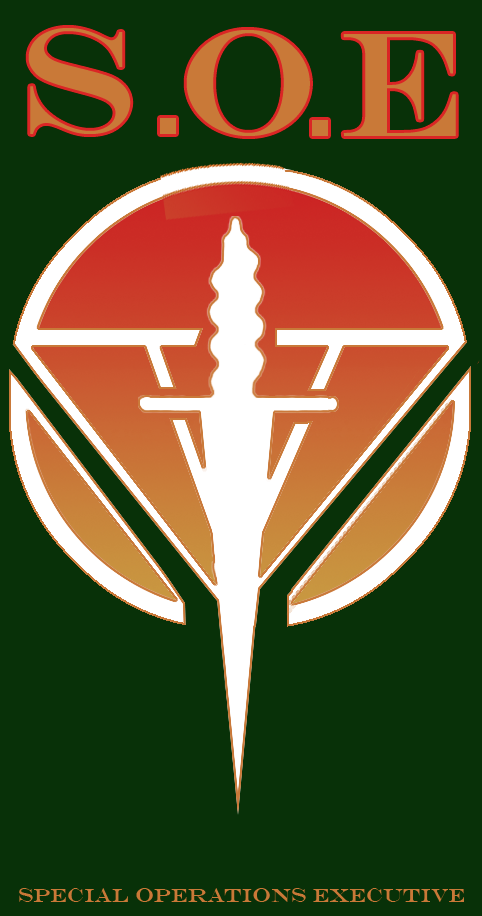
Special operations executive

## Biografía
Nacida en Londres, de padre inglés y madre letona, fue educada en una escuela de Riga para posteriormente acceder a la Universidad de la Sorbona (París). Chilver fue internada en el campo Frontstalag 14 de Besanzón. Huyendo en 1941 hacia Inglaterra, mientras que su madre y su hermana huyeron a Suecia debido a la invasión soviética.
Fue reclutada, tras huir de los nazis y ayudar a un aviador británico, por el SOE (Dirección de Operaciones Especiales), que fue una organización creada durante la Segunda Guerra Mundial por Winston Churchill y Hugh Dalton para llevar a cabo labores de espionaje, sabotaje y reconocimiento contra las Potencias del Eje en la Europa ocupada por la Alemania nazi.
Cuando finalizó la Segunda Guerra Mundial dejó de trabajar para el SOE y se trasladó a Lydney, Gloucestershire junto a su excompañera Jean Felgate (1916-2011).
Posteriormente, fundó un refugio para animales en Letonia. 
Falleció el 5 de noviembre de 2007.